# Навбогчиёни, Мухсин
Мухсин Навбогчиёни (тадж. Муҳсин Навбоғчиёнӣ; узб. Muhsin Navbog‘chiyoniy), также известный как Ходжи Мухсин Навбогчиёни (тадж. Ҳоҷи Муҳсин Навбоғчиёнӣ; узб. Hoji Muhsin Navbog‘chiyoniy) — таджикский просветитель, педагог, журналист и джадидист.

## Биография
Мухсин Навбогчиёни родился в 1879 году на территории Российской империи в селении Навбогчиён, на юго-западной окраине города Самарканд, в семье дехканина. Отец Мухсина — Саиджалал владел большим участком земли и садом, где выращивались овощи, арбузы и фрукты. С юных лет Мухсин помогал отцу в его работе. Нисбой в своём имени он обязан родному селению Навбогчиён (или Навбагчиян), которое ныне является частью (одной из крупных махаллей) города Самарканд.
Получил образование в одном из медресе Самарканда, где обучался исламским и некоторым светским наукам, выучил арабский язык, а также довёл до совершенства персидский язык. Также владел узбекским языком. 
В 19 лет вместе с отцом и некоторыми родственниками он совершил Хадж в Мекку и Медину и по дороге в Аравию побывал во многих известных городах исламского мира, таких как Мерв, Мешхед, Нишапур, Исфахан, Шираз, Кербела, Багдад, Джидда. Получил титул Ходжи и стал также известен как Ходжи Мухсин. После возвращения в Самарканд, начал серьезно интересоваться наукой и познакомился с несколькими самаркандскими просветителями, в том числе с джадидом Ходжи Муином. Начал преподавать в новометодных школах, участвовал в написании учебников. 
В 1906 году переехал в Бухару, столицу Бухарского эмирата, где стал преподавателем в одном из медресе города. В Бухаре познакомился с Садриддином Айни. В то время статьи Мухсина печатались под псевдонимами в подпольных газетах бухарских джадидов. Несмотря на начавшиеся гонения на джадидистов, остался в Бухаре. 
Скончался от болезни в 1911 году, в возрасте 32 лет. 